# Exorista porteri
Exorista porteri là một loài ruồi trong họ Tachinidae.